# Chestertown
Chestertown è un comune degli Stati Uniti d'America, situato nello stato del Maryland, nella contea di Kent, della quale è il capoluogo.

## La storia
Palazzo di giustizia della contea di Kent a Chestertown
Fondata nel 1706, Chestertown divenne famosa quando fu nominata uno dei sei porti reali d'ingresso della colonia inglese del Maryland. Il boom navale che seguì questa designazione rese ricca la città situata alla testata navigabile del fiume Chester. A metà del XVIII secolo, Chestertown era dietro solo ad Annapolis ed era considerata il secondo porto del Maryland.
Una classe mercantile in crescita infuse ricchezza alla città, che si riflette nei numerosi palazzi e case a schiera in mattoni che sorsero lungo il lungofiume. Un altro aspetto per cui Chestertown è seconda solo ad Annapolis è il numero di case settecentesche esistenti.
Al censimento del 1790, Chestertown era il centro geografico della popolazione degli Stati Uniti.
Chestertown fu incorporata nel 1805 e prese il nome dal fiume Chester.